# Die Sklavin des Dscha'far ibn Musa

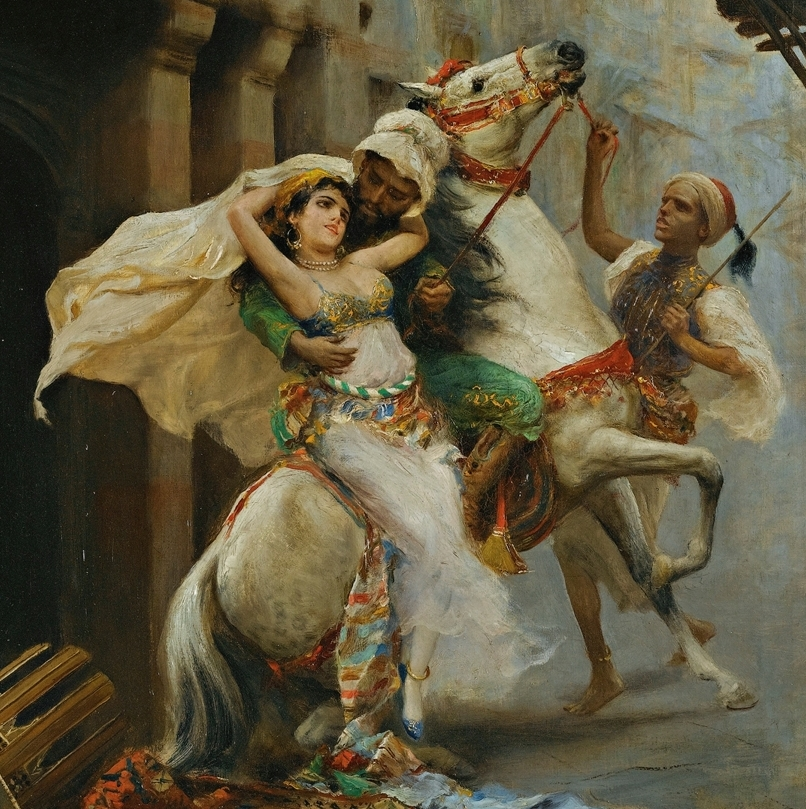
Al-Amin entführt die Sängersklavin seines Cousins Dscha'far ibn Musa al-Hadi. Gemälde: Fabio Fabbi (1861–1945).

Die Sklavin des Dscha'far ibn Musa, auch Al-Amin und die Sklavin ist eine Erzählung aus den Geschichten aus Tausendundeiner Nacht. In der Arabian Nights Encyclopedia wird sie als ANE 125 gelistet.
Die Kurzgeschichte berichtet, wie der spätere Abbasiden-Kalif al-Amin sich eine Sängersklavin gegen den Willen seines Cousins Dscha'far ibn Musa al-Hadi aneignet.

## Handlung
Dscha'far ibn Musa al-Hadi besaß einst eine schöne Sängersklavin namens Badr al-Kabir, die zudem eine begnadete Lautenspielerin war. Als dessen Cousin Muhammad al-Amin davon hörte, bat er ihn, ihm die Sklavin zu verkaufen, was Dscha'far aber ablehnte. Eines Tages kam al-Amin seinen Cousin in dessen Haus besuchen, wobei er Dscha'far so betrunken machte, dass dieser nicht mehr bei Sinnen war. Daraufhin entführte al-Amin die Sklavin aus dem Haus und brachte sie sein eigenes. Am nächsten Tag befahl al-Amin Dscha'far zu ihm zu kommen, setzte ihm Wein vor und ließ die Sklavin hinter einem Vorhang verborgen singen. Dscha'far erkannte ihre Stimme, versuchte jedoch seinen Zorn zu zügeln. Daraufhin gab al-Amin den Befehl das Boot, mit dem Dscha'far (im von Kanälen durchzogenen Bagdad) angereist war, mit allerlei Schätzen zu füllen, bis das Boot drohte zu sinken. Damit war der ungewollte Verkauf der Sklavin nachträglich besiegelt.

## Hintergrund

### Textgeschichte in Tausendundeine Nacht
Die Geschichte ist in den ägyptischen Manuskripten und den frühen arabischen Druckfassungen von Tausendundeine Nacht enthalten. Auf die Kalkutta-II-Ausgabe griffen für ihre Übersetzungen Richard Francis Burton und Enno Littmann zurück.

### Rezeption
Die Geschichte findet sich in der klassisch-arabischen Literatur zuvor bereits im Prinzenspiegel (al-Tibr al-masbuk) von al-Ghazālī (gest. 1111).

### Historische Figuren
Al-Amin war Sohn und Nachfolger des legendären Kalifen Harun al-Raschid, Dscha'far ibn Musa al-Hadi der Sohn von dessen Vorgänger, dem vierten Abbasiden-Kalifen al-Hadi.

## Ausgaben
- Enno Littmann: Die Erzählungen aus den tausendundein Nächten, Insel Verlag, Frankfurt 1968 (Erstausgabe 1922–1928), 6 Bände (Kalkutta-II-Edition), S. 497–499.